# Jira (programari)
Jira (/'dgi:rә/) és un producte propietari desenvolupat per Atlassian que permet el seguiment d'errors, el seguiment de problemes i la gestió àgil de projectes. Jira és utilitzat per un gran nombre de clients i usuaris a tot el món per a la gestió de projectes, temps, requisits, tasques, errors, canvis, codi, prova, llançament i sprint.

## Anomenament
El nom del producte prové de la segona i tercera síl·laba de la paraula japonesa pronunciada com a Gojira, que és en japonès Godzilla. El nom prové d'un sobrenom que els desenvolupadors d'Atlassian feien servir per referir-se a Bugzilla, que abans s'utilitzava internament per al seguiment d'errors.

## Descripció
Jira era una eina de codi obert disponible per a qualsevol descàrrega. La seva popularitat va impulsar milers d'usuaris a adoptar-lo dins d'organitzacions de tot el món. A diferència d'IBM Engineering Management Platform, Jira s'utilitza principalment en petits equips i individus, no en grans projectes o empreses. Posteriorment, el producte es va fer de codi tancat i Atlassian va crear un negoci al voltant d'aquest producte. Tanmateix, fins i tot el nivell de llicència de pagament més baix proporcionava accés al codi font de Jira.
Segons Atlassian, Jira s'utilitza per al seguiment de problemes i la gestió de projectes. Algunes de les organitzacions que han utilitzat Jira en algun moment per al seguiment d'errors i la gestió de projectes inclouen Fedora Commons, Hibernate, i Apache Software Foundation, que utilitza tant Jira com Bugzilla. Jira inclou eines que permeten la migració del competidor Bugzilla.
Jira s'ofereix en quatre paquets:
- Jira Work Management està pensat com a gestió genèrica de projectes.
- Jira Software inclou el programari base, incloses les funcions àgils de gestió de projectes (abans un producte separat: Jira Agile).
- Jira Service Management està pensat per a operacions de TI o taules de servei empresarial.
- Jira Align està pensat per a la gestió estratègica de productes i carteres.

Jira està escrit en Java i utilitza el contenidor d'inversió Pico del control, el motor d'entitat Apache OFBiz i la pila de tecnologia WebWork 1. Per a les trucades de procediment remot (RPC), Jira té interfícies REST, SOAP i XML-RPC. Jira s'integra amb programes de control de fonts com Clearcase, Concurrent Versions System (CVS), Git, Mercurial, Perforce, Subversion, i Team Foundation Server. S'envia amb diverses traduccions, com ara anglès, francès, alemany, japonès i espanyol.
Jira implementa l'API Networked Help Desk per compartir tiquets d'assistència al client amb altres sistemes de seguiment de problemes.

## Llicència
Jira és un producte de programari comercial que es pot llicenciar per executar-se a les instal·lacions o disponible com a aplicació allotjada.
Atlassian ofereix Jira de forma gratuïta per a projectes de codi obert que compleixin determinats criteris i per a organitzacions no acadèmiques, no comercials, no governamentals, no polítiques, sense ànim de lucre i laiques. Per als clients acadèmics i comercials, el codi font complet està disponible sota una llicència font de desenvolupador.